# El Oued
El Oued (arabisch الوادي, DMG Al-Wādī) ist als Kommune mit rund 135.000 Einwohnern Hauptstadt der Provinz El Oued im Osten Algeriens. Alternativ wird im Volksmund ebenfalls der Begriff Oued Souf, nach der umliegenden Region Souf, verwendet. 

## Geographische Lage
Als städtische Siedlung liegt El Oued auf etwa 74 m Meereshöhe, etwa 75 km westlich der Grenze zu Tunesien und 510 km südöstlich von Algier. Die Kommune liegt rund 90 km südöstlich des Schott Melghir im Zentrum einer tief gelegenen Oasenregion im Norden der Sandwüste des Östlichen Großen Erg. Die nächstgelegene Großstadt ist im Westen das 75 km entfernte Touggourt.
Die Kommune besteht neben der Kernstadt El Oued noch aus den Ortschaften Keraima, Legtouta, Mahda, Mih Bahi Sud und Oum Sahaouine.

## Wirtschaft
Das Ghout-Oasensystem von El Oued wurde 2011 in die Liste der Globally Important Agricultural Heritage Systems der FAO aufgenommen.

## Verkehr
Verkehrsmäßig wird El Oued von den Nationalstraßen N16 und N48 erschlossen, die von der 70 km weiter westlich verlaufenden Nationalstraße 3 abzweigen. Die N16 erreicht den Stadtrand im Südwesten aus Richtung Touggourt und führt, teilweise dicht entlang der Grenze zu Tunesien, weiter nach Nordosten bis Annaba am Mittelmeer. Die N48 erreicht die Stadt aus Norden und stellt die kürzeste Verbindung zu Biskra her und in Richtung Algier. Sie verlässt die Stadt nach Nordosten auf der gleichen Trasse wie die N16, zweigt dann nach Osten ab und führt zu einem Grenzübergang vor der tunesischen Stadt Nefta. Der Flughafen El Oued liegt im Gebiet der nördlich angrenzenden Kommune Guemar an der N48 und ist vom Stadtzentrum aus in 17 km zu erreichen.

## Persönlichkeiten
- Yasser Larouci (* 2001), Fußballspieler